# Goh V Shem
Goh V Shem (吴蔚升S, wú wèi shēngP; Kuala Lumpur, 20 maggio 1989) è un giocatore di badminton malese, vincitore della medaglia d'argento nel doppio a Rio de Janeiro 2016.

## Palmarès
- Giochi olimpici

Rio de Janeiro 2016: argento nel doppio.
- Giochi asiatici

Incheon 2014: bronzo nel doppio e a squadre.
- Campionati asiatici

Taipei 2013: bronzo nel doppio
- Giochi del Commonwealth

Glasgow 2014: oro nel doppio e a squadre miste.
- Giochi del Sud-est asiatico

Jakarta 2011: argento a squadre e bronzo nel doppio.
Naypyidaw 2013: bronzo nel doppio.
Singapore 2015: bronzo a squadre.
- Mondiali giovanili

Waitakere City 2007: bronzo nel doppio.